# Nuoto ai Campionati europei di nuoto 2018 - Staffetta 4x200 metri stile libero femminile
La staffetta 4x200 m stile libero femminile dei campionati europei di nuoto 2018 si è svolta il 7 agosto 2018. Le batterie si sono svolte al mattino, mentre la finale è stata disputata nel pomeriggio dello stesso giorno.

## Podio
| Posizione | Oro                                                                       | Argento                                                                                   | Bronzo                                                                   |
| --------- | ------------------------------------------------------------------------- | ----------------------------------------------------------------------------------------- | ------------------------------------------------------------------------ |
| Nazione   | Regno Unito                                                               | Russia                                                                                    | Germania                                                                 |
| Atleti    | Ellie Faulkner Kathryn Greenslade Holly Hibbott Freya Anderson Lucy Hope* | Valeriya Salamatina Anna Egorova Arina Openysheva Anastasia Guzhenkova Irina Krivonogova* | Reva Foos Isabel Marie Gose Sarah Köhler Annika Bruhn Marie Pietruschka* |

## Record
Prima della manifestazione il record del mondo (RM), il record europeo (EU) e il record dei campionati (RC) erano i seguenti:
|  | 7'42"08 | Cina          | 30 luglio 2009 Roma    |
|  | 7'45"51 | Gran Bretagna | 30 luglio 2009 Roma    |
|  | 7'50"53 | Italia        | 21 agosto 2014 Berlino |

## Risultati

### Batterie
Le batterie sono iniziate alle ore 10:00.
| Class | Gruppo | Corsia | Nazione       | Nuotatori | Tempo   | Note |
| ----- | ------ | ------ | ------------- | --- | ------- | ---- |
| 1     | 2      | 2      | Russia        | Anna Egorova (1:58.98) Valeriya Salamatina (1:59.43) Irina Krivonogova (2:00.35) Arina Openysheva (1:59.14)      | 7:57.90 | Q    |
| 2     | 1      | 3      | Gran Bretagna | Kathryn Greenslade (1:59.33) Ellie Faulkner (1:58.89) Lucy Hope (2:01.47) Holly Hibbott (2:01.09)                | 8:00.78 | Q    |
| 3     | 2      | 7      | Germania      | Reva Foos (1:58.99) Marie Pietruschka (2:00.53) Isabel Marie Gose (2:00.60) Annika Bruhn (2:01.83)               | 8:01.95 | Q    |
| 4     | 1      | 2      | Francia       | Margaux Fabre (2:00.20) Assia Touati (1:59.77) Alizée Morel (2:00.28) Marie Wattel (2:03.28)                     | 8:03.53 | Q    |
| 5     | 1      | 4      | Spagna        | Melani Costa (2:00.08) Lidón Muñoz (2:01.99) Esther Morillo (2:01.55) África Zamorano (2:00.75)                  | 8:04.37 | Q    |
| 6     | 2      | 1      | Danimarca     | Laura Glerup Jensen (2:00.78) Emily Gantriis (2:00.84) Maria Grandt (2:03.08) Helena Rosendahl Bach (1:59.93)    | 8:04.63 | Q    |
| 7     | 1      | 5      | Polonia       | Daniela Georges (2:02.05) Dominika Kossakowska (2:00.82) Aleksandra Knop (2:02.04) Aleksandra Polańska (2:00.90) | 8:05.81 | Q    |
| 8     | 2      | 8      | Paesi Bassi   | Robin Neumann (2:00.56) Esmee Vermeulen (2:00.92) Loulou Vos (2:03.13) Marjolein Delno (2:01.22)                 | 8:05.83 | Q    |
| 9     | 2      | 3      | Belgio        | Valentine Dumont (1:59.62) Juliette Dumont (2:03.65) Lotte Goris (2:00.81) Camille Bouden (2:04.51)              | 8:08.59 |      |
| 10    | 2      | 5      | Austria       | Marlene Kahler (2:02.84) Lena Kreundl (2:01.80) Lena Opatril (2:02.89) Cornelia Pammer (2:03.41)                 | 8:10.94 |      |
| 11    | 2      | 4      | Slovenia      | Janja Šegel (2:03.53) Katja Fain (2:03.25) Neža Klančar (2:04.68) Sara Račnik (2:03.50)                          | 8:14.96 |      |
| 12    | 1      | 7      | San Marino    | Sara Lettoli (2:10.53) Elisa Bernardi (2:11.92) Beatrice Felici (2:17.50) Arianna Valloni (2:11.50)              | 8:51.45 |      |
| dns   | 1      | 1      | Ungheria      | dns | dns     | dns  |
| dns   | 1      | 6      | Svizzera      | dns | dns     | dns  |
| dns   | 2      | 6      | Italia        | dns | dns     | dns  |

### Finale
La finale è iniziata alle ore 17:49.
| Class   | Corsia | Nazione       | Nuotatori | Tempo   | Note |
| ------- | ------ | ------------- | --- | ------- | ---- |
| Oro     | 5      | Gran Bretagna | Ellie Faulkner (1:59.25) Kathryn Greenslade (1:57.94) Holly Hibbott (1:58.46) Freya Anderson (1:56.00)           | 7:51.65 |      |
| Argento | 4      | Russia        | Valeriya Salamatina (1:58.72) Anna Egorova (1:58.18) Arina Openysheva (1:58.48) Anastasia Guzhenkova (1:57.49)   | 7:52.87 |      |
| Bronzo  | 3      | Germania      | Reva Foos (1:58.90) Isabel Marie Gose (1:58.22) Sarah Köhler (1:58.99) Annika Bruhn (1:57.65)                    | 7:53.76 |      |
| 4       | 6      | Francia       | Marie Wattel (1:59.72) Charlotte Bonnet (1:56.23) Margaux Fabre (1:58.67) Assia Touati (1:59.24)                 | 7:53.86 |      |
| 5       | 2      | Spagna        | Melani Costa (1:58.55) África Zamorano (2:00.85) Esther Morillo (2:01.17) Lidón Muñoz (2:01.47)                  | 8:02.04 |      |
| 6       | 8      | Paesi Bassi   | Robin Neumann (2:00.65) Esmee Vermeulen (2:01.10) Loulou Vos (2:00.52) Marjolein Delno (2:00.67)                 | 8:02.94 |      |
| 7       | 7      | Danimarca     | Laura Glerup Jensen (2:00.27) Signe Bro (2:03.25) Emily Gantriis (2:00.48) Helena Rosendahl Bach (2:00.43)       | 8:04.43 |      |
| 8       | 1      | Polonia       | Daniela Georges (2:01.92) Dominika Kossakowska (2:00.98) Aleksandra Knop (2:01.29) Aleksandra Polańska (2:00.32) | 8:04.51 |      |